# Adolf Müller (Ringer)
Adolf Müller (* 11. April 1914; † 7. Juli 2005) war ein Schweizer Ringer und Schwinger.
Er war aktiv beim Verein Ring-Sport Basel, wurde 10 mal Schweizer Meister, gewann 1948 die Bronzemedaille bei den olympischen Spielen in London, Kampfrichter bei den Olympiaausscheidungen zwischen Ost- und Westdeutschland in Suhl 1960, Delegationschef der Schweizer Ringermannschaft für die Weltmeisterschaft in Toledo, USA 1962 und die Olympischen Spiele in Mexiko-Stadt 1964.
Er lernte und arbeitete als Schreiner, die längste Zeit bei der Firma Thomy und Franck in Basel.

## Olympiaerfolg
Adolf Müller gewann bei den Olympischen Sommerspielen 1948 die Bronzemedaille im Federgewicht des Freistilringens.